# Ahmed al-Chatib

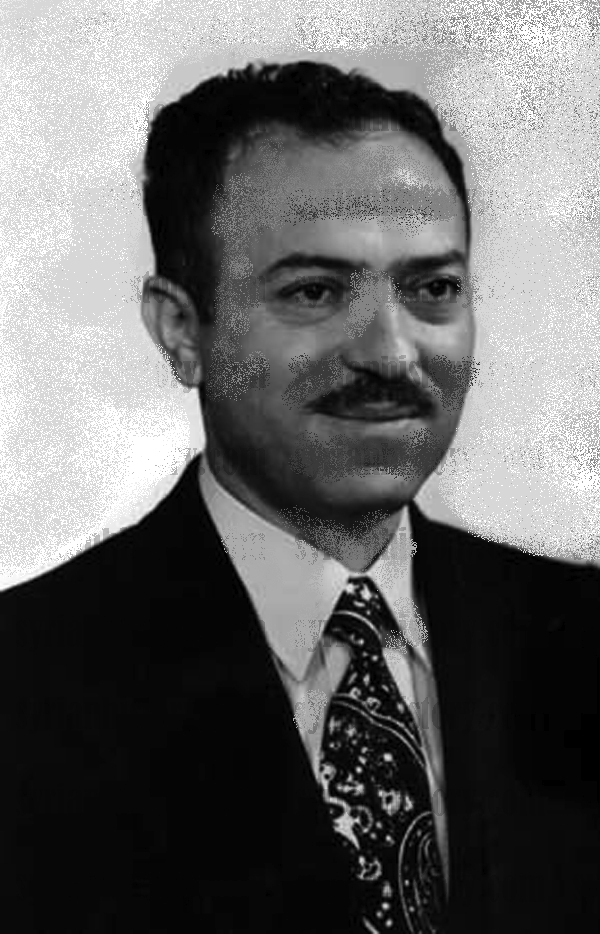
Ahmed Chatib

Sayd Ahmed Hasan al-Chatib (arabisch سيد أحمد الحسن الخطيب; * 1933 in Salchad bei Suweida, Syrische Republik; † 1982 in Damaskus) war ein syrischer Politiker. Als ziviles Mitglied der regierenden Baath-Partei fungierte er 1970/71 vier Monate als Staatspräsident.
Der zwischen Drusen aufgewachsene Sunnit hatte ab 1951 in Damaskus Literatur und Geschichte studiert, danach zunächst als Gymnasiallehrer gearbeitet und war Generalsekretär der syrischen Lehrergewerkschaft geworden. Schon an der Universität hatte er die Gründer der Baath-Partei kennengelernt, deren Mitglied er früh geworden war. Trotz einer ersten kurzen Berufung in den Präsidialrat unter Amin al-Hafiz 1965–1966 machte al-Chatib in der von Flügelkämpfen zerrissenen Partei erst spät Karriere, als ihn Militärmachthaber Hafiz al-Assad nach der sogenannten „Korrekturbewegung“ am 18. November 1970 zum formalen Staatsoberhaupt Syriens ernannte. Er sollte den gestürzten Präsidenten Nureddin al-Atassi ersetzen. Nach nur vier Monaten wurde seine Position von Assad selbst übernommen, am 22. Februar 1971 wurde Chatib stattdessen  Sprecher des syrischen Volksrates (Parlamentspräsident), was er bis zum 26. Dezember des gleichen Jahres blieb. Zudem war er seit Mai 1971 Mitglied des Regionalkommandos der syrischen Baath-Partei. Danach wurde er 1972 vom Präsidialrat der ägyptisch-libysch-syrischen Föderation Arabischer Republiken zum Vorsitzenden des Ministerrats einer zu bildenden Unionsregierung ernannt. Das Projekt scheiterte aber schon 1973 und der Unionspremier hatte auch bis dahin nie irgendeine reale Macht, auch wenn Chatib dieses Amt formal bis 1975 weiterbekleidete.
Ahmed al-Chatib war seit 1959 mit Souraya al-Chatib verheiratet und hatte zwei Söhne sowie eine Tochter.

## Weblink
- Ahmed Khatib, Internationales Biographisches Archiv 51/1970 vom 7. Dezember 1970, im Munzinger-Archiv (Artikelanfang frei abrufbar)

| Personendaten    | Personendaten                              |
| ---------------- | ------------------------------------------ |
| NAME             | Chatib, Ahmed al-                          |
| ALTERNATIVNAMEN  | Khatib, Ahmed al                           |
| KURZBESCHREIBUNG | syrischer Präsident und Parlamentssprecher |
| GEBURTSDATUM     | 1933                                       |
| GEBURTSORT       | as-Suwaida                                 |
| STERBEDATUM      | 1982                                       |
| STERBEORT        | Damaskus                                   |